# FIFA 15
| Агрегатор    | Оцінка                                 |
| ------------ | -------------------------------------- |
| GameRankings | (PS4) 81.57% (XONE) 82.17% (PC) 64.00% |
| Metacritic   | (PS4) 82/100 (XONE) 84/100 (PC) 76/100 |

| Видання                      | Оцінка  |
| ---------------------------- | ------- |
| Eurogamer                    | 7/10    |
| Game Informer                | 9.25/10 |
| GameSpot                     | 8/10    |
| GamesRadar+                  | [ 10 ]  |
| IGN                          | 8.3/10  |
| Official Xbox Magazine (США) | 8/10    |
| PC Gamer (США)               | 78/100  |
| Pocket Gamer                 | 7,8/10  |

FIFA 15 - двадцять друга футбольна гра із серії ігор FIFA. Була анонсована на виставці Electronic Entertainment Expo 2014 в ніч з 9 на 10 червня 2014 року, вийшла в кінці вересня 2014 року. На Xbox One, PlayStation 4 і ПК з Microsoft Windows FIFA 15 працює на движку Ignite, старий рушій Impact Engine використовується в версії гри для платформ PlayStation 3 і Xbox 360. Слоган гри — «Feel the game» («Відчуй гру»).

## Нововведення гри

### Геймплей
У грі було покращено поведінку і фізику м'яча. Були додані повністю анімовані трибуни, реалістичне реагування сітки і кутових прапорців на потрапляння м'яча. У FIFA 15 з'явилися реалістичні емоції футболістів і їх реакція на те, що відбуваються по ходу матчу і нові святкування голів. Тепер з'явилася можливість повністю контролювати виконання стандартних положень: при вкиданнях, подачах кутових і виконанні штрафних ударів гравці зможуть самі розставляти своїх гравців без м'яча в вигідні позиції. Також гравці стали рухатися реалістичніше і атлетичніше. На «Gamescom» компанія EA оголосила про розробку системи «Воротарі нового покоління»(англ. Next Gen Goalkeepers). Голкіпери тепер почали прогнозувати удари і паси, їхні стрибки стали більш реалістичними.

### Ultimate Team
В режимі Ultimate Team з'явилася можливість оренди гравців на певну кількість матчів в онлайні і нова система планування складів, навіть не маючи якогось з потрібних гравців у команді, що дає легший підбір гравців для наступних покупок на трансферному ринку.
В Football Legends, що є ексклюзивним контентом для Xbox One, з'явилися 14 нових легендарних футболістів минулого, які поповнять собою торішній список з 41-го футболіста.

### Режим кар'єри
У режимі кар'єри з'явилася нова система управління командою (Team Management), яка дає фанатам можливість заздалегідь підібрати до шести різних складів і розстановок, вибрати тактику і розподілити ролі в команді в залежності від наступної команди-суперника. Тепер скаути будуть автоматично розпізнавати слабкі місця вашого складу і пропонувати футболістів, які могли б поліпшити ситуацію. У FIFA 15 режим кар'єри реалістично відображає прогрес спортсменів. Футболісти старшого віку, які все ще знаходяться в прекрасній формі, не будуть закінчувати кар'єру занадто рано. У гравців з великим потенціалом майстерність буде рости швидше, ніж у інших, якщо дати їм можливість проявити себе.

### Інші режими
У FIFA 15 повернувся режим турніру (Tournament Mode).У режимі Pro Clubs з'явилася нова покрокова система, яка при наступному пошуку гри автоматично підбирає гравців, які були в одній команді на момент закінчення попереднього матчу, зберігаючи позиції, розстановки і капітанів, гравці, які очікують в лобі матчу (Match Lobby), будуть групуватися так, щоб їм легше було об'єднатися з колишніми товаришами по команді, при цьому, під час очікування можна стежити за прогресом свого клубу, переглядаючи інформацію про рахунок і ігрові новини. У режимі тренування навичок (Skill Games) з'явилися 26 нових завдань для відпрацювання базової техніки - ведення м'яча, ударів, передач, захисту воріт. В режимі онлайн сезонів (Online Seasons) з'явилася функція гостьової гри (Guest Play) для змагань з друзями. На тренувальному майданчику також прокачались воротарі.

## Ліцензії
У FIFA 15 повністю ліцензована італійська Серія A, але відсутній чемпіонат Бразилії. Окрім цього в гру був повернений турецький чемпіонат.
Вперше за всю історію FIFA, в грі присутні всі 20 стадіонів англійської Прем'єр-ліги.
У FIFA 15 є 47 національних збірних, з них 24 повністю ліцензовані, а 23 ліцензовані на половину — в них реальні склади та гравці, але неліцензовані емблеми та форми команд.
На обкладинці гри знову Ліонель Мессі. Мессі з'являється на обкладинках ігор серії FIFA починаючи з FIFA 13, коли він замінив нападника збірної Англії з футболу Вейна Руні. У деяких регіонах крім Ліонеля з'являється ще один відомий гравець, який народився у цьому регіоні.